# Walter Schock
Walter Schock est un pilote de rallye et sur circuits allemand, né le 3 avril 1920 à Stuttgart-Wangen et décédé le 21 décembre 2005 à Stuttgart, double champion d'Europe des rallyes.
Mécanicien automobile dans les usines Daimler-Benz avant et après guerre, il est pilote de chasse durant cette dernière, abattu et blessé.
Il devint par la suite dirigeant de l'entreprise familiale d'importation de fruits tropicaux de son épouse.

## Distinctions
- Feuille de laurier d'argent en 1957, des mains du Président de la République fédérale d'Allemagne Theodor Heuss
- Médaille d'or de la Fédération internationale du sport automobile en 1960
- Insigne sportif de la feuille de chêne en or de l'Automobile-club d'Allemagne en 1960
- Pionnier du sport par la ville de Stuttgart en 1988
- Chevalier de l'ordre du Mérite de la République fédérale d'Allemagne en 1992

## Palmarès

### Titres
- Champion d'Europe des rallyes : 1956 sur Mercedes-Benz 220 puis 300 SL (second du championnat : son compatriote Paul Ernst Strähle), et 1960 sur Mercedes 220 SE (copilote Rolf Moll durant ses années de compétitions) ;
- Champion d'Allemagne des rallyes en 1956 (GT - 1 300 cm3) ; 
  - Vice-champion d'Europe des rallyes en 1955 ;

### Victoires
- Rallye Solitude : 1954, sur Mercedes 220a ;
- Grand Prix automobile de l'Eifel : 1956 sur Mercedes-Benz, sur le Nürburgring (monoplace) ;
- Rallye de l'Acropole : 1956 et 1960 (copilote Rolf Moll) ;
- Rallye de Sestrières : 1956 (copilote Rolf Moll) ;
- Rallye automobile de Monte-Carlo :  le 24 janvier 1960 (copilote Rolf Moll), sur Mercedes 220 SE (29e édition) ;
- Rallye de Pologne : 1960 (+ Moll) ;
- Grand-Prix international argentin sur route pour voitures de tourisme en 1961 sur Mercedes 220 SE (copilote Manfred Schiek) ;
- Quelques courses sur le Nürburgring aussi, durant les années 1960 ;
  - 2e du rallye Monte-Carlo en 1972 au classement chevronnés sur Mercedes 350 SL (à 52 ans, copilote Eugen Böhringer) ;
  - 3e du rallye Monte-Carlo en 1955.